# Nikolái Zabolotni
Nikolái Archilovich Zabolotni (en ruso:Николай Арчилович Заболотный; 16 de abril de 1990) es un futbolista ruso que juega como portero en el P. F. C. Sochi de la Liga Premier de Rusia.

## Carrera
Debutó oficialmente con el primer equipo del Spartak el 2 de abril de 2011, en un partido de liga contra el Kubán Krasnodar. En su temporada debut jugó un total de siete partidos, seis por la liga y uno de copa.

## Clubes
| Club                         | País  | Año       |
| ---------------------------- | ----- | --------- |
| F. C. Spartak de Moscú       | Rusia | 2011-2013 |
| F. C. Rostov (cedido)        | Rusia | 2012-2013 |
| F. C. Ural Sverdlovsk Oblast | Rusia | 2014-2017 |
| F. C. Rotor Volgogrado       | Rusia | 2018      |
| P. F. C. Sochi               | Rusia | 2018-     |